# Vụ trật đường ray Ohio 2023
Vụ trật đường ray Ohio 2023, còn gọi là vụ trật đường ray East Palestine, xảy ra vào lúc 8:55 p.m. EST (UTC−5) ngày 3 tháng 2 năm 2023, khi một tàu chở vật liệu nguy hiểm của Norfolk Southern bị trật ray tại East Palestine, Ohio, Hoa Kỳ. Sau khi chiếc tàu bốc cháy hai ngày liên tiếp, các đội phản ứng khẩn cấp đã thực hiện đốt có kiểm soát hàng loạt toa tàu theo lời đề nghị của giới chức tiểu bang, khiến cho hydro chloride và phosgene độc hại thoát ra không khí bên ngoài. Cư dân địa phương trong bán kính 1 dặm (1,6 kilômét) đã được lệnh sơ tán. Chính quyền liên bang Hoa Kỳ đã cử nhà chức trách thuộc Cục Bảo vệ Môi sinh Hoa Kỳ (EPA) là Michael S. Regan tới Ohio để hỗ trợ khắc phục hậu quả của vụ trật ray vào ngày 16 tháng 2 năm 2023.